# Bellamkonda
Bellamkonda là một mandal thuộc huyện Guntur, bang Andhra Pradesh.